# Нача (приток Лани)
На́ча (бел. На́ча) — река в Беларуси, протекает по территории Брестской и Минской областях, правый приток Лани (бассейн Днепра). Длина реки — 42 км, площадь водосборного бассейна — 360 км². Среднегодовой расход воды в устье около 2 м³/с. Средний наклон водной поверхности 0,8 ‰.

## Происхождение названия
Согласно В. Н. Топорову и О. Н. Трубачеву, название реки Нача имеет балтское происхождение и связано с такими соответствиями, как лит. Nočia, Noteris, Notija, прусск. Notis. А. Ванагас указывает, что такие гидронимы могут быть сопоставлены с латин. natō, -āre «плыть, течь», греч. νότιος, νοτερός «мокрый, сырой», дак. net- «течь», др.-инд. snāti, snāyatē «купает(ся)», др.-сакс. nat «мокрый, сырой», готск. natjan «мочить». Связь с лит. notrė, noterė «крапива» сомнительна. В. А. Жучкевич связывает название либо с балтским «nasus» — плодородный, либо со старобелорусским «нача» (начало, новая распашка). Согласно еще одной версии, название реки Нача сопоставляется со старокабардинским нач «порожний». По Мурзаеву, название реки происходит от славянского термина нача, означающего «начало» и связанного с подсечным земледелием, как и термины починок, новина и др.. Также название сопоставляют с мордовским географическим термином начка «болото».

## Описание
Основной приток — река Тучанка (левый).
Исток реки находится в Ляховичском районе Брестской области около деревни Конюхи. В среднем течении река перетекает в Клецкий район Минской области, а нижнее течение проходит по Ганцевичскому району Брестской области. Общее направление течения — юго-восток. Всё течение проходит по низине Припятского Полесья. Долина преимущественно трапециевидная, шириной 0,5-1 км, местами до 2-3 км. Пойма преимущественно двусторонняя (ширина 0,3-0,6 км). Русло на большом протяжении извилистое, в верхнем течении на протяжении 20,8 км канализировано, его ширина 3-10 м.
Река протекает несколько деревень и сёл: Нача (Ляховичский район); Жомодь, Синявка, Понача, Руда, Бобки, Машуки, Голынка (Клецкий район); Остров (Ганцевичский район).
На берегу Начи у деревни Залешаны археологический памятник — стоянка древних людей.